# Скарабей-тифон
Скарабей-тифон (лат. Scarabaeus typhon) — вид жуков рода Скарабеи из семейства Пластинчатоусые.

## Описание
Длина тела 16—30 мм. Окраска жука чёрная, почти матовая. Покрыты из тела и ноги тёмно-коричневыми волосками, бахрома на внутреннем крае задних голеней самца образована очень густыми коричневыми или рыжеватыми волосками. Средняя вырезка наличника более широкая, полукруглая, боковые почти треугольные, узко закруглённые. Лобный киль низкий, посередине прерван и по бокам перерыва более или менее угловато приподнят. Наличник покрыт морщинистой ячеистой скульптурой. Переднеспинка поперечная, несколько выпуклая, её бока широко закруглены и довольно грубо зазубрены. Поверхность переднеспинки в неравномерных мелких зёрнышках.
Основание переднеспинки с узким вдавлением вдоль базального ряда крупных блестящих бугорков, чередующихся со стоячими щетинками. Надкрылья густо шагренированы со слабо выраженными бороздками, поверхность между рядами покрыты редкими мелкими точками, их боковые кили на вершине переходят во вдавленные бороздки, которые часто соединены. Пигидий покрыт редкими мелкими точками, у основания переходящих в зёрнышки. Внутренний край передних голеней с двумя слабыми зубцевидными выступами, иногда почти незаметными. Вершина задних голеней слабо расширена.

## Отличия от близких видов
Сходен со священным скарабеем (Scarabaeus sacer). Отличия у этих двух видов в целом незначительны: у скарабея-тифона средняя вырезка наличника более широкая, полукруглая, а боковые почти треугольные; у священного скарабей же все вырезки между зубцами наличника полукруглые, при этом средняя немногим шире боковых. По распространению тифон заходит дальше на север, чем священный скарабей.

## Распространение
В своём распространении заходит на север дальше других видов рода. Самые северные находки: на Украине — окрестности Каменец-Подольска, юг Житомирской области, юг Черниговской области; в России — юг Воронежской, юг Курской и Самарской областей; далее на восток граница ареала проходит севернее Уральска; в Казахстане — севернее Актюбинска, а южная граница в Казахстане проходит приблизительно но линии Мангышлак — Аральское море — Балхаш. В Западной Европе распространён на Пиренейском полуострове, юге Франции, Италии, Венгрии, Румынии и на всей территории Балканского полуострова.
Обитает также в Крыму, Предкавказье и Закавказье. В Средней Азии известен только из Копет-Дага. Обитает также в Малой и Передней Азии, Иране и северно-западном Афганистане, южной Монголии и на севере Китая (от провинции Синьцзян до юга провинции Хэйлунцзян), на севере Корейского полуострова.

## Биология
Вид приурочен преимущественно к участкам с песчаной почвой. Активен преимущественно в ночное время. Жуки встречаются середины мая до конца сентября, но со второй половины лета встречается редко. Поднимается в горах до 2000 м н.у.м, например в Армении.
Жуки, слетаясь к кучкам навоза, изготавливают из него шарики разного размера, иногда значительно превышающие размеры самого жука. Эти шарики укатываются на расстояние десятков метров и в подходящих местах закапываются в землю, где поедаются одним или двумя жуками. Нередко из-за обладания готовым шариком между жуками возникают драки. В процессе совместного катания шариков образуются «супружеские» пары, начинающие работать совместно и заготавливать пищу для потомства. С этой целью самцы и самки выкапывают норки, заканчивающиеся на глубине 10—30 см гнездовой камерой. В них происходит спаривание, после чего самец обычно покидает гнездо, а самка приступает к изготовлению одного или двух-трёх грушевидных навозных овоидов. В их узкой части помещается круглая «колыбелька» и откладывается яйцо, после чего вход в норку засыпается. Стадия яйца длится 5—12 дней, личинки 30—35 дней, куколки — около двух недель. Оплодотворённые самки способны за активный период выкопать более десятка норок-гнёзд. Жуки, после превращения из куколок, остаются внутри овоидов, преобразованных в «ложный кокон» длительное время, пока осенние или весенние дожди не размягчат их, а иногда в них зимуют.